# Поллукс (гора)
Поллукс или Поллюкс (нем. и фр. Pollux, итал. Polluce) — вершина в Пеннинских Альпах на границе Швейцарии, кантон Вале и Италии, провинция Валле-д’Аоста. Высота вершины 4092 метра над уровнем моря. Расположена между массивом Монте-Роза и горой Брайтхорн.
В паре гор-близнецов Поллукс ниже другой вершины, Кастор (4228 метра над уровнем моря). Предположительно, горы были названы по именам близнецов Диоскуров в древнегреческой мифологии. Поллукс отделен от Кастора перевалом Пассо ди Верра (итал. Passo di Verra) высотой 3845 метров.
В Йеллоустонском национальном парке в горном хребте Абсарока, Вайоминге, США, также есть пара вершин, названных Пик Поллукс и Пик Кастор. В отличие от альпийских вершин, американский Поллукс (3372 метров над уровнем моря) выше Кастора на 60 метров.

## История восхождений
Первое восхождение на Поллукс было совершено Дж. Джакотом из Женевы в сопровождении гидов Й.-М. Перрена и П. Таугвальдера 1 августа 1864 года. Их путь пролегал по западной стороне горы через перевал Шварцтор (нем. Schwartztor).
Северный хребет впервые был преодолён капитаном Дж. П. Фарраром (будущим президентом Альпийского клуба) и В. Ллойдом с проводником Й. Поллингером 18 августа 1910 года. Первое зимнее восхождение совершили Др. Альфред вон Мартин и К. Планк 7 марта 1913 года.